# Mađari
 Ovo je glavno značenje pojma Mađari. Za druga značenja pogledajte Mađari (razdvojba).
Mađari (Madžari), narod ugarske grane ugro-finskih naroda, podrijetlom između Volge i Urala, srodan Vogulima ili Mansima i Ostjacima ili Hantima, danas naseljen u Mađarskoj i u još ukupno 29 država od čega najviše u SAD-u, Rumunjskoj, Slovačkoj i Srbiji. 

## Rasprostranjenost
Od nekih 13.500.000 Mađara (2007.), najviše ih ima u Mađarskoj (8,5 milijuna), dok ostatak živi poglavito u državama SAD-u (1,9 milijuna), Rumunjskoj (1,4 milijuna), Slovačkoj (523.000), Srbiji (293.000), Ukrajini (168.000), Kanadi (102.000), Njemačkoj (66.000), i u ostalim zemljama po manje od 30 tisuća. 
Ostale države u kojima žive Mađari (2007.; po abecedi):
Austrija (22.000), BiH (900), Brazil (20.000), Hrvatska (17.000), Češka (19.000), Estonija (200), Kazahstan (400), Latvija (300), Makedonija (2100), Crna Gora (26.000), Nizozemska (12.000), Novi Zeland (1600), Norveška (1600), Rusija (3900), Slovenija (9500), Švedska (14.000), Švicarska (14.000), Turska (7300), Ujedinjeno Kraljevstvo (19.000), Urugvaj (1100), Uzbekistan (300). 
Svih skupa u svijetu u ukupno 30 država (2007. godine) ima oko 13.416.000 Mađara.

## Kratka povijest: Mađarsko podrijetlo i ime
Mađarski narod na području današnje Mađarske i području susjedne Rumunjske, gdje ih živi znatan dio, razlikuje se po govoru od svih ostalih susjednih naroda. Njihovi najbliži srodnici u Europi su Finci, narod koji živi od njih daleko na sjeveru, i čiji su preci prije nekih 10.000 godina naseljavali područje između današnje Finske i Urala. Po ova dva naroda, Mađarima ili Ugrima i Fincima prozvana je ova skupina imenom Ugrofinski narodi, i vodi se kao dio velike uralske porodice naroda i jezika. Unutar same ugarske skupine postoji podjela na Opske Ugre, koji su i danas naseljeni u sibirskoj pradomovini, na području današnjeg Hantijsko-mansijskog autonomog okruga, to su Voguli i Ostjaci, i onu ugarsku skupinu koja do ranog 9. stoljeća prodire u područje između donjeg Dnjepra i ušća Dunava, da bi pod pritiskom Pečenega, pod vodstvom Árpáda, osnivača dinastije Arpadovića, prešla Karpate i nastanila se u kasnom 9. stoljeću na područje Panonske nizine u kraj između Dunava i Tise. Ovdje će osnovati državu. Ovi vješti konjanici ipak prodiru čak u središnju Europu, a zaustavlja ih tek 955. Oton I. Veliki u bici kod Lechfelda, blizu današnjeg Augsburga. Pod vodstvom Stjepana I. Svetog, Mađari osnivaju državu i primaju kršćanstvo.  
Podgrupe Mađara
Među Mađarima danas se još razlikuje nekoliko posebnih etničkih skupina, to su Čango u Bacău i Moldaviji i Sekelji u istočnoj Transilvaniji. Nadalje njihovog su podrijetla i Mađarabi naseljeni duž Nila u Egiptu i Sudanu. Narod Jasi (Jászok) u središnjoj Mađarskoj (Jász-Nagykun-Szolnok), mogli bi biti osetskog porijekla, oni u Mađarsku dolaze s Kumanima u 13. stoljeću. Jasi su izvorno govorili jaškim dijalektom, dok se danas smatraju Mađarima i govore mađarski.

## Proto-Mađari i Mađari: povijest i običaji
Ime federacija Onogur ili deset strijela' ušla je moguće kroz druge jezike u ime kasnije države Mađarske ili Hungarije, pa se još u njemačkom naziva  'Ungarn' . Mađari su bili konfederacija od 7 plemena, Jenô, Kér, Keszi, Kürt-Gyarmat, Megyer, Nyék i Tarján a s još neki plemenima (Kumani i Kavari) dolaze u dolinu Dunava 895. ili 896. S Kavarima i Kumanima Mađari su u stepi dugo zajednički koegzistirali. Njihov porijeklo međutim bilo je drugačije, jezično su srodni Opskim Ugroima. Árpádova mađarsko-kavarska konfederacija vjerojatno je bez većih problema asmilirala ostatke Huna i Avara jer se u kulturi nisu mnogo razlikovali.
Preci današnjih Mađara u stara vremena, negdje u 4. tisućljeću prije Krista žive s ostalim ugarskim precima istočno od Urala. Tijekom brončanog i ranog željeznog doba nalaze se u šumovitim stepama zapadnog Sibira gdje s ostalim ugarskim plemenima žive od lova i ribolova. U 2. tisućljeću prije Krista dolazi do velikih promjena u načinu života. Počinju se baviti uzgojem stoke. Na mjestima gdje su se nalazila naselja pronađene su kosti ovaca, goveda o konja, a bave se i uzgojem pšenice, ječma i prosa. Ovi Ugri imaju već predmete od bronce, prakticiraju se žrtvovanja pića, hrane i životinja, i proizvode kumis. Mrtve pokapaju s popudbinom (hrana i piće) te žrtvuju konje i ovce u njihovu čast. Do odvajanja dolazi vjerojatno najkasnije u ranom prvom tisućljeću prije krista, odnosno između 1000. pr. Kr. i 500. pr. Kr. ili u željezno doba. Budući Opski Ugri otići će prema Obu, a proto-Mađari duž rijeka Irtiš-Išim-Tobol, a u 6 stoljeću pr. Kr. i 5. stoljeću iza Krista nalaze se u šumovitim stepama Sargatka. Iz nekog razloga u 5. stoljeću doći će do pokreta koji ih vode prema Europi, negdje u krajeve između Volge i Urala, a njega će izvjesni Julianus barát (dominikanski redovnik) 1236. nazvati Magna Hungaria ('stara' ili 'velika' Hungarija). Ovi proto-Mađari već imaju predmete od srebra i drugog metala. Od 700. do 750. Magna Hungaria se polako napušta. Mađari sele na jug, duž Volge, a 850-ih nalaze se između Dnjepra i istočnih Karpata. Godina 894. s Mađarima ulazi u savez bizantski car Leon VI. Mudri, protiv bugarskog kana Simeona. Árpád šalje svoga sina Leventea (Levente) i ovaj ih potuče i pohara gradove Pliszka i Madara. Već iduće godine oni prelaze Karpate, a tu će započeti njihova nova povijest.

## Vanjske poveznice
- Mađari  Arhivirana inačica izvorne stranice od 28. veljače 2005. (Wayback Machine)
- Mađari u Transilvaniji  Arhivirana inačica izvorne stranice od 5. svibnja 2007. (Wayback Machine)
- Magyars
- The Magyars
- Kolo  Arhivirana inačica izvorne stranice od 19. prosinca 2008. (Wayback Machine) Gábor Klaniczay: Svakodnevni život i elite u kasnom srednjem vijeku: civilizirani i barbari

- Seoba Mađara
- Mađari 1890. godine
- Mađari 1911. godine